# Ius primae noctis
(Alessandro Barbero)

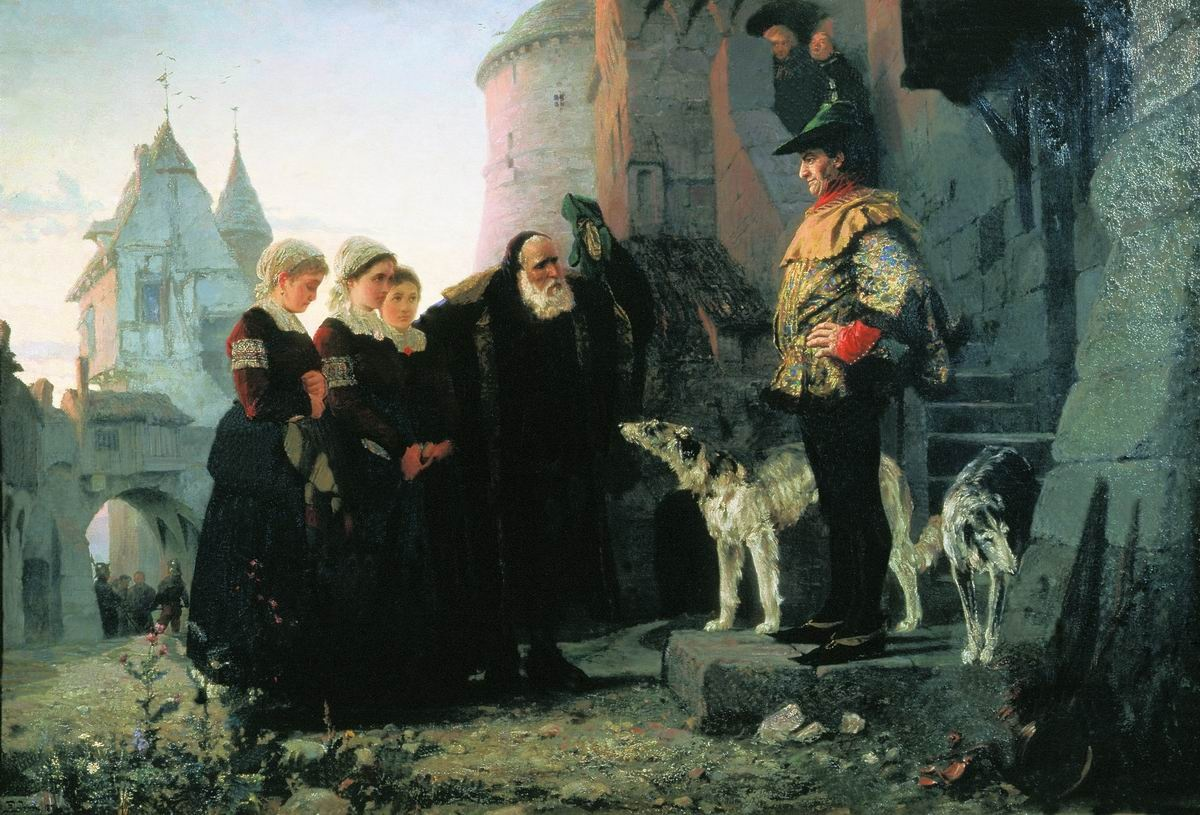
Vasilij Dmitrievič Polenov: Le droit du Seigneur (1874)

Lo ius primae noctis (in italiano: "diritto della prima notte") è una locuzione latina che indica il presunto diritto del signore feudale di sostituirsi al marito nella prima notte di nozze, in occasione del matrimonio di un proprio servo della gleba. In realtà non esistono fonti che dimostrino l'effettiva esistenza di un simile diritto.
Talvolta è indicato, in modo improprio, con l'espressione francese droit du seigneur, cioè "diritto del signore", la quale, in realtà, fa riferimento a un'ampia gamma di diritti riconducibili al signore feudatario, inerenti quindi anche alla caccia, alla riscossione di tasse e tributi, all'agricoltura.
Non vi sono testimonianze della reale esistenza e diffusione di tale diritto nell'Europa medievale. In particolare, nelle fonti storiche di epoca medievale non ne è rintracciabile alcuna menzione, né da parte delle autorità laiche (re, imperatori), né da parte di quelle ecclesiastiche. Ogni riferimento conosciuto risale, infatti, ad epoche successive. Questo ha portato parte della moderna critica storiografica a derubricare lo ius primae noctis a una sorta di mito moderno relativo all'epoca medievale, la cui fondatezza non si basa su alcuna fonte documentata. Ci sono inoltre prove documentali che mostrano come alcuni dettagli circa certe tasse dovute e certi diritti pretesi, tratti fuori dal loro contesto, furono usati dagli eruditi a partire dal '400 come fonte utile a produrre la leggenda di questa istituzione del brutto tempo ormai andato.

## Storia

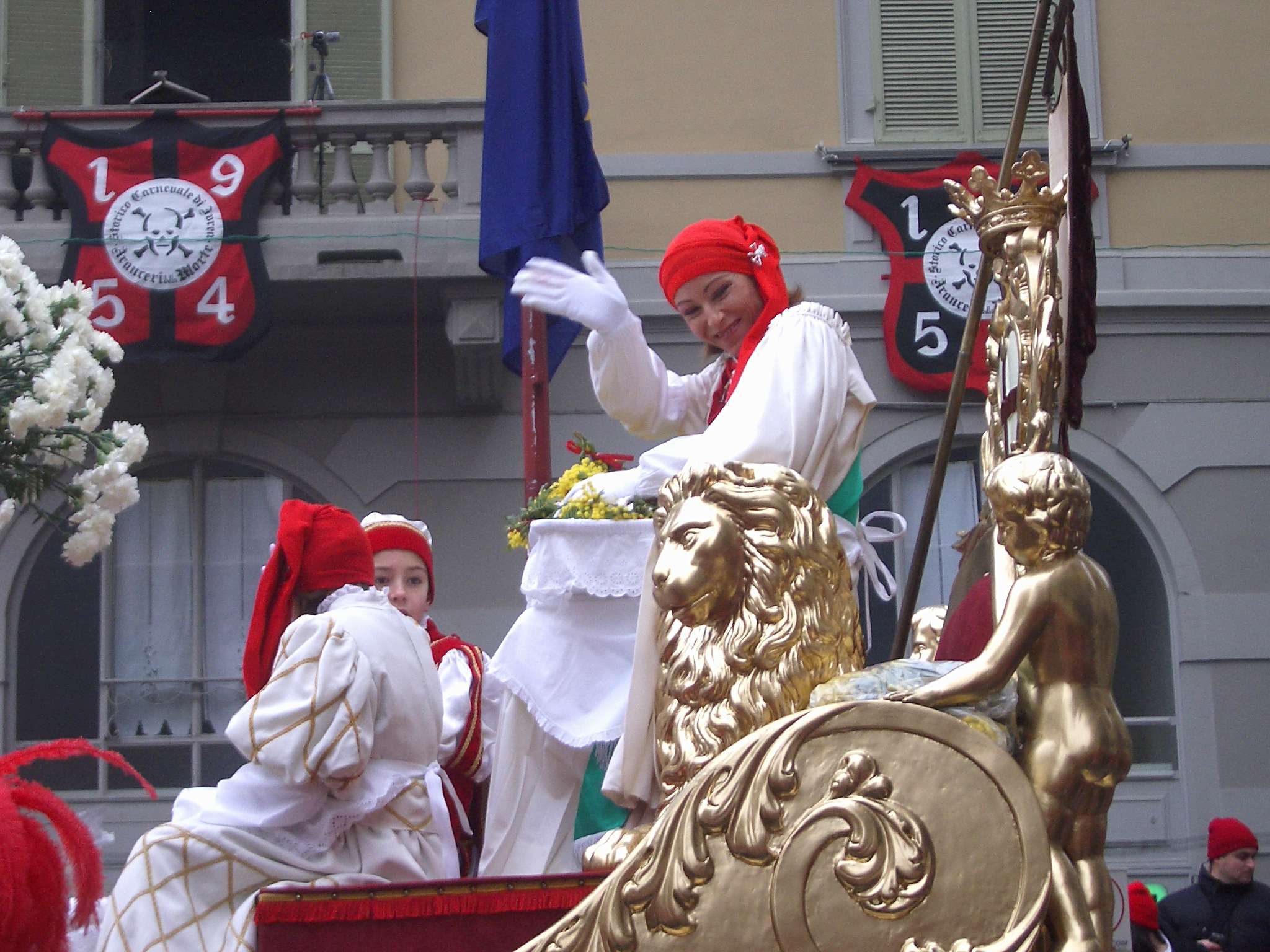
La Mugnaia del Carnevale di Ivrea: secondo la leggenda, avrebbe approfittato dello ius primae noctis per uccidere il barone che opprimeva la città

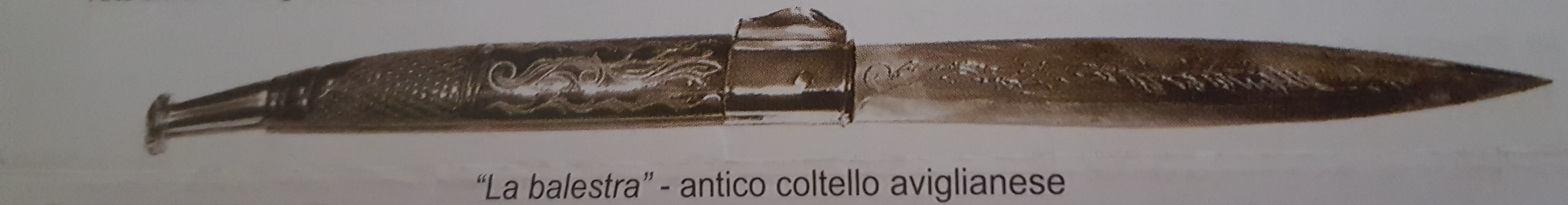
Una leggenda narra che la balestra aviglianese nacque per armare una donna con l'intento di assassinare il feudatario a cui era costretta allo ius primae noctis

Se e quanto lo ius primae noctis fosse effettivamente diffuso, e in quale misura i signori feudali ne facessero uso, è stato argomento molto discusso.
Secondo la visione che si affermò nell'età moderna, il servo della gleba era legato alla proprietà padronale e i vari aspetti della sua vita erano comunque condizionati dal legame con la terra che coltivava. Di conseguenza, anche al feudatario che possedeva i campi. Anche il matrimonio, come altri aspetti della vita sociale, vi era ricompreso e talvolta, per ottenere il consenso ad esso, doveva versare un tributo.
Secondo Régine Pernoud, nel corso del X secolo si istituì l'uso di reclamare un'indennità pecuniaria dal servo che, sposandosi, lasciava il proprio feudo per trasferirsi in un altro. Il "diritto signorile" era pertanto di natura prettamente economica. La stessa Pernoud riconduce ad interpretazioni «completamente erronee» di lessico giuridico e di simboli con cui il feudatario autorizzava il matrimonio di un servo (che, per questo, abbandonava il proprio feudo e si trasferiva), il travisamento della natura pecuniaria del tributo.
In Italia esistono comunque diversi luoghi, paesi o città, nelle cui leggende di fondazione viene tuttavia menzionato questo presunto diritto. Tra questi: Fumone, Roccascalegna, Mesoraca, Melissa, Dolceacqua, Sant'Agata di Puglia, Fiuggi, Avigliano, Francavilla in Sinni, Onzo e Montalto Ligure. Per nessuna di queste tradizioni esistono conferme storiche sul fatto che lo ius sia mai stato realmente in vigore.
In ogni caso, non si può parlare dello ius primae noctis come di un fenomeno generalizzato del diritto medievale. Oltre all'assenza di riferimenti legislativi ufficiali civili o ecclesiastici va notato come nel medioevo vi furono numerose rivolte dei contadini in occasione delle quali venivano redatte in forma scritta richieste e lamentele dei rivoltosi (vedi, per esempio i dodici articoli della guerra dei contadini tedeschi del 1525). In questi testi non si trovano mai accenni allo ius primae noctis, né a soprusi sessuali d'altro genere.

## Aspetti giuridici e possibili spiegazioni antropologiche
Anche se una parte degli storici contemporanei sostiene che non esista una prova definitiva dell'effettivo esercizio di questa usanza nel Medioevo, persiste comunque un profondo disaccordo riguardo all'origine, al significato e allo sviluppo della diffusa credenza popolare e dell'effettivo significato simbolico legato a questo presunto diritto.
Esso viene segnalato a partire dal XIII secolo. Il documento più antico è un accordo scritto fra i monaci benedettini e il signore di Verson, datato al 1247, il quale impegna i servi della gleba residenti nella sua proprietà terriera a corrispondere una tassa al feudatario locale, perché questo rinunciasse ad esercitare il diritto di veto, permettendo di celebrare il matrimonio fra la figlia di un fittavolo con un uomo non residente nel contado.
La ricerca storica, però, sottolinea la finzione che spesso caratterizza le opere giuridico-letterarie dell'epoca, per cui la convinzione che esistesse una pratica generalizzata di questo "diritto" potrebbe essere un mito moderno, che rivelerebbe poco sulla realtà del medioevo.
Si ritiene che l'origine di questa credenza risalga al XVI secolo. Il filosofo scozzese Hector Boece riporta il decreto del mitico re scozzese Evenio III secondo cui "il signore delle terre può disporre della verginità di tutte le ragazze che vi abitano"; la leggenda vuole che Santa Margherita di Scozia abbia fatto rimpiazzare lo ius primae noctis con una tassa di matrimonio chiamata merchet. Tuttavia Evenio III non è mai esistito e tutto il racconto di Hector Boece attinge largamente dal mito. Nella letteratura del XIII e XIV secolo e nei codici di legge fondati sul diritto consuetudinario lo ius primae noctis è strettamente correlato alle specifiche tasse di matrimonio dei servi o ex servi.
Secondo alcuni antropologi lo ius primae noctis può essere considerato la degenerazione di un rituale arcaico. La verginità era collegata a un tabù molto forte, che poteva essere rimosso solamente da un re/sciamano/personaggio potente. Ogni altro uomo ne sarebbe rimasto danneggiato.
Studi recenti vedono nel mito dello ius primae noctis e nei riti carnevaleschi di eliminazione del tiranno ad esso spesso collegati (per es. Ivrea o Castello Tesino), una funzione apotropaica, tipica dei riti di eliminazione del male, e in ultima istanza propiziatoria della fertilità.

## Analogie fra diverse culture
Uno studioso, Evans, ha sostenuto che lo ius primae noctis potesse essere effettivamente esistito nella tradizione dell'Europa medievale e che potrebbe essere stato simile ai riti di deflorazione dell'antica Mesopotamia o quelli tibetani del XIII secolo. Nella letteratura mesopotamica, il diritto della prima notte, ossia il privilegio del signore di deflorare la sposa di un altro uomo, è un topos assai antico, risalente perlomeno al poema epico Gilgameš (2000 a.C. circa). Anche se le descrizioni letterarie dell'antica Mesopotamia e le leggende dello ius primae noctis nell'Europa medievale mettono in evidenza tradizioni culturali molto diverse, si ricongiungono nel fatto che, in entrambi i casi, sono coinvolti personaggi di elevato rango sociale.
Erodoto che scrive nel V secolo a.C. nelle Storie IV-168 riporta a proposito dei Libici Adimarchidi: "E al re soli [tra i libici gli Adimarchidi] le vergini che sono in procinto d'accasare presentano: quella che al re stima abbia generato, da questo è deflorata" (traduzione letterale).
Marco Polo, ne Il Milione, osservava che nel Tibet del XIII secolo "La gente di queste parti non è avvezza a sposare le ragazze fino a quando queste sono ancora vergini, ma al contrario desiderano che abbiano avuto affari con molti di sesso opposto"; gli studiosi hanno sottolineato l'analogia tra lo ius europeo, l'usanza mesopotamica e quella tibetana, evidenziando però che i tre esempi non rappresentano le istanze di un tiranno che impone la sua volontà ai soggetti femminili, bensì un "rituale di deflorazione", nel quale '"la comunità radunava attorno all'opera di supporto l'individuo", nella fattispecie il defloratore.

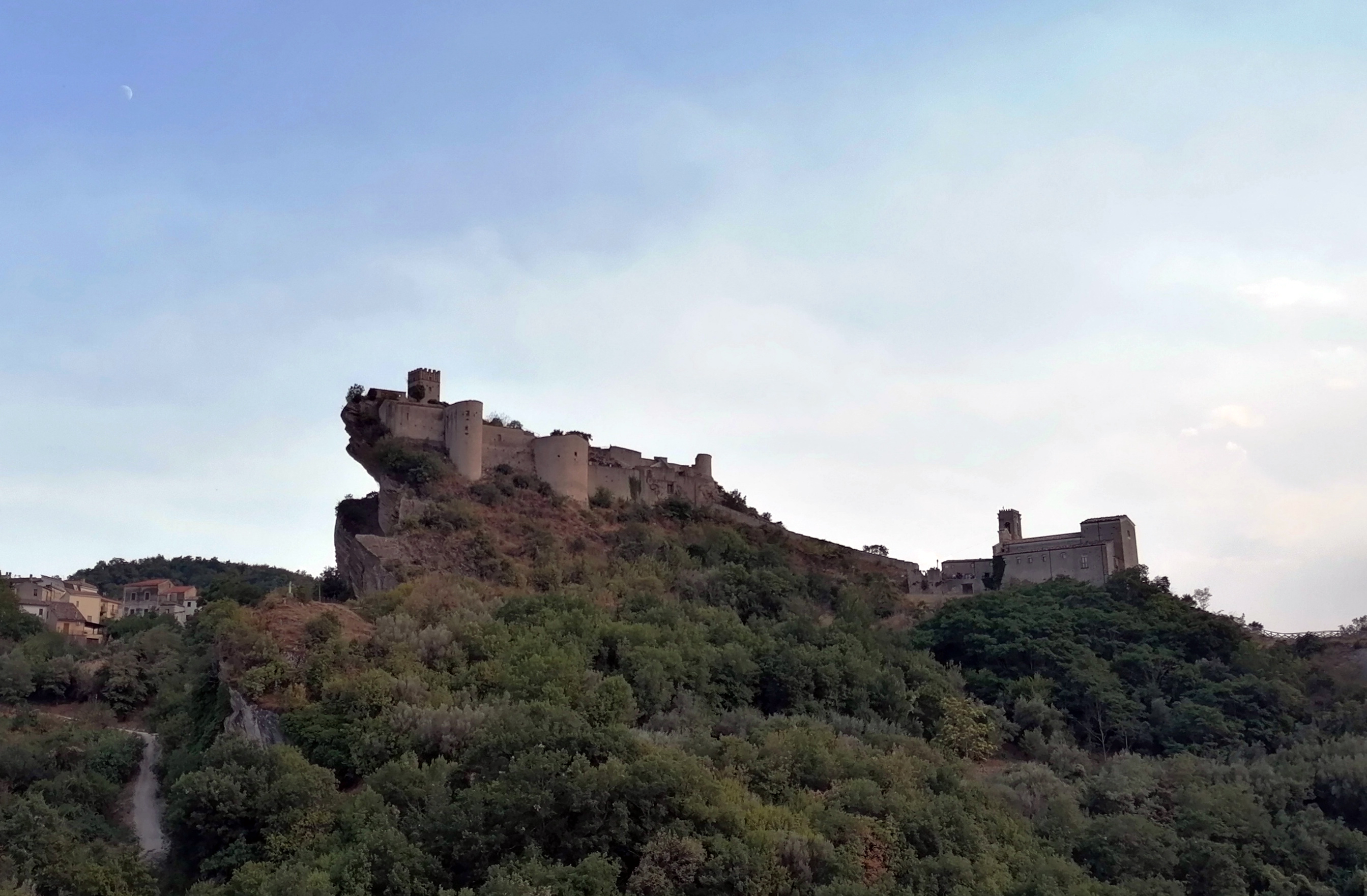
Il castello di Roccascalegna

Anche in zona d'Abruzzo esistono diverse leggende inerenti al sopruso del feudatario con il suo conseguente omicidio da parte di un popolano. Esistono leggende del barone di Archi, del barone Corvo de' Corvis di Roccascalegna (tra le più famose), e del castello Malanotte ridenominato Buonanotte (Montebello sul Sangro).

## Influenza culturale
Esistono varie opere letterarie, musicali, e cinematografiche, nella cui trama lo ius primae noctis ha un ruolo rilevante:
- La storia dell'antico eroe irlandese Cúchulainn[senza fonte]
- Voyages historiques de l'Europe (Volume IV: pagine 140–141), di Claude Jordan, pubblicato nel 1694; la descrizione è simile a quella di Ettore Boezio, ma attribuisce la svolta a Malcolm I di Scozia nel X secolo.
- Lorenzaccio (1834), di Alfred de Musset
- Pascal Bruno (1838) di Alexandre Dumas père.
- Voltaire scrisse nel 1762 la commedia in cinque atti Le droit du seigneur or L'écueil du sage (ISBN 2-911825-04-7), ma fu rappresentata per la prima volta solo nel 1779, dopo la sua morte.
- Il matrimonio di Figaro (1778) di Beaumarchais, che ha ispirato l'opera lirica di Mozart Le nozze di Figaro.
- Il principe guerriero, film con Charlton Heston
- Jus primae noctis, film del 1972 per la regia di Pasquale Festa Campanile e Neri Parenti
- Sottovoce, film di Claudio Pazienza (1993), incentrato sulla leggenda del barone De Corvis di Roccascalegna.
- I pilastri della Terra, romanzo di Ken Follett
- Braveheart - Cuore impavido (1995), film diretto da Mel Gibson tratto dalla storia di William Wallace
- Il conte di Melissa, film diretto da Maurizio Anania (2000), tratto dall'omonimo romanzo di Cataldo Amoruso
- La serie di romanzi di Aubrey e Maturin di Patrick O'Brian, specialmente L'ammiraglio giallo
- Il capitolo VII della prima parte del romanzo 1984 di George Orwell ne riporta una forma adattata al particolare contesto narrativo:

(1984 di George Orwell)
- Wyrd Sisters di Terry Pratchett
- Un americano alla corte di re Artù (A Connecticut Yankee in King Arthur's Court, 1889) di Mark Twain
- Il romanzo La cattedrale del mare di Ildefonso Falcones si apre col racconto di un brutale diritto di ius primae noctis esercitato da un signore feudale
- Magnificat, film di Pupi Avati
- Le Cronache del ghiaccio e del fuoco di George R. R. Martin
- Kanashimi no Belladonna (1973), film di Eiichi Yamamoto
- Lo straniero della valle oscura - The Dark Valley, film del 2014

## Luoghi con leggende sullo ius-primae-noctis
Molte sono le leggende legate allo ius primae noctis, spesso associate a feste carnevalesche. Di seguito alcuni esempi.
- leggenda della Mugnaia di Ivrea, provincia di Torino [XII secolo d.C. circa]
- leggenda della balestra di Avigliano, provincia di Potenza [XVII secolo d.C. circa]
- leggenda della Lechera di Rocca Grimalda, provincia di Alessandria
- leggenda di della Michetta di Dolceacqua, provincia di Imperia [1300 d.C. circa]
- leggenda di Melissa, con Francesco Campitelli [1633 d.C. circa]
- leggenda di Biagio delle Castellare, a Castello Tesino (provincia di Trento) [1356 d.C. circa]
- leggenda di Montalto Ligure, con il conte Oberto di Badalucco [1200 d.C. circa]
- leggenda della famiglia Federici in Val Camonica (provincia di Brescia)
- leggenda del barone De Corvis nel Castello di Roccascalegna (provincia di Chieti)
- leggenda di Onzo
- leggenda di Francavilla in Sinni
- leggenda di Fiuggi
- leggenda di Sant'Agata di Puglia
- leggenda di Mesoraca
- leggenda di Fumone